# Igelsbach (bei Eberbach)
Igelsbach ist ein zwischen der hessischen Stadt Hirschhorn und der badischen Stadt Eberbach geteilter Ort beiderseits der Landesgrenze von Hessen (Landkreis Bergstraße) und Baden-Württemberg (Rhein-Neckar-Kreis) und zählt dadurch zu den territorialen Besonderheiten in Südwestdeutschland. Der hessische Teil liegt in der Gemarkung Hirschhorn und ist seit 1978 ein Stadtteil von Hirschhorn.

## Geographische Lage
Igelsbach liegt im südlichen Odenwald rings um den Quellgrund des gleichnamigen Baches und auf einem Bergsattel gut 100 Meter über dem nördlichen rechten Steilhang des Neckartals in einer Rodungsinsel der südlichen Ausläufer der Hirschhorner Höhe. Von dem im hessischen Teil gelegenen Bergsattel aus erstreckt sich das Dorf nach Osten auf beiden Talhängen des Igelsbachs bis über die Landesgrenze, die mit einem Ortsschild markiert ist. Der Igelsbach entspringt hart an der Landesgrenze auf badischer Seite und führt in einem Rechtsbogen nach Südosten hinunter zum Gretengrund am Neckar.

## Geschichte

### Ortsgeschichte
Die älteste erhaltene Erwähnung des Weilers Igelsbach stammt von 1370. Eine frühere Besiedlung ist jedoch anzunehmen.
Bereits im 14. Jahrhundert war der Ort zwischen den Herren von Hirschhorn und der Kurpfalz aufgeteilt, wobei letzterer Anteil zum Amt Mosbach gehörte. 1632 folgte Kurmainz den ausgestorbenen Herren von Hirschhorn im Besitz. Der kurmainzische Anteil ging als Teil des Amts Hirschhorn im Reichsdeputationshauptschluss an Hessen-Darmstadt, das 1806 im Großherzogtum Hessen aufging. Der pfälzische Teil ging an das Fürstentum Leiningen und 1806 an das Großherzogtum Baden. 1925 wurde Badisch-Igelsbach nach Eberbach eingemeindet.
Die Statistisch-topographisch-historische Beschreibung des Großherzogthums Hessen berichtet 1829 über Igelsbach:

„Igelsbach (L. Bez. Hirschhorn) kath. Filialdorf, liegt 1 St. von Hirschhorn und 1⁄4 St. unmittelbar vom Neckar, und zieht sich in zerstreuter Lage auf die Höhe hin. Es besteht ans 6 Häusern und hat 55 kath. Einw. - In der Heppenheimer Markbeschreibung 773 kommt unmittelbar nach Gammelsbach ein lgilesbuch vor, welches ohne Zweifel das gegenwärtige ist. Der Ort gehörte nach einer Urkunde von 1390 zum Schloß Hirschhorn. Im Jahr 1802 kam Igelsbach an Hessen.“

In der Statistik des Grossherzogthums Hessen wird der Ort 1863 als Höfe von Hirschhorn mit 7 Häusern und 49 Einwohnern geführt.
Die Vereinigung von Igelsbach durch eine Umgemarkung wurde mehrfach versucht, so im Jahre 1909 vom Bezirksamt Eberbach. Im Februar 1931 unterstützte offenbar ein Teil der Einwohner von Hessisch-Igelsbach die Eingemeindung nach Eberbach. Im Mai 1935 regte Eberbach erneut eine Veränderung der Landesgrenze durch die Eingemeindung von Hessisch-Igelsbach an. Doch wegen der damit zusammenhängenden Änderung der Landesgrenze stießen die Bemühungen nicht nur auf den Widerstand der Stadt Hirschhorn, sondern auch auf Bedenken der übergeordneten Landesbehörden, die auf eine generelle Bereinigung des Grenzverlaufs zwischen Baden und Hessen im sogenannten Hirschhorner Zipfel setzten.
Zum 27. September 1978 wurde der bis dahin als Wohnplatz geführte hessische Ortsteil ein Stadtteil von Hirschhorn.
1975 lebten von den 170 Igelsbachern 114 im hessischen und 56 im badischen Anteil des Ortes. Im Jahr 2013 betrug die Einwohnerzahl 331 Personen, davon 107 im badischen Teil. Beim Zensus 2011 wurden im hessischen Teil 216 Einwohner gezählt.

### Verwaltungsgeschichte im Überblick
Die folgende Liste zeigt die Staaten und Verwaltungseinheiten, denen der hessische Teil von Igelsbach angehört(e):
- vor 1782: Heiliges Römisches Reich, Kurfürstentum Mainz, Amtsvogtei Hirschhorn
- ab 1782: Heiliges Römisches Reich, Kurfürstentum Mainz, Unteres Erzstift, Amtsvogtei Hirschhorn
- ab 1803: Heiliges Römisches Reich, Landgrafschaft Hessen-Darmstadt,[Anm. 2] Fürstentum Starkenburg, Amt Hirschhorn
- ab 1806: Großherzogtum Hessen,[Anm. 3] Fürstentum Starkenburg, Amt Hirschhorn
- ab 1815: Großherzogtum Hessen, Provinz Starkenburg, Amt Hirschhorn
- ab 1821: Großherzogtum Hessen, Provinz Starkenburg, Landratsbezirk Hirschhorn[Anm. 4]
- ab 1832: Großherzogtum Hessen, Provinz Starkenburg, Kreis Heppenheim
- ab 1848: Großherzogtum Hessen, Regierungsbezirk Heppenheim
- ab 1852: Großherzogtum Hessen, Provinz Starkenburg, Kreis Lindenfels
- ab 1865: Großherzogtum Hessen, Provinz Starkenburg, Kreis Heppenheim
- ab 1867: Norddeutscher Bund, Großherzogtum Hessen, Provinz Starkenburg, Kreis Heppenheim
- ab 1871: Deutsches Reich,[Anm. 5] Großherzogtum Hessen, Provinz Starkenburg, Kreis Heppenheim
- ab 1918: Deutsches Reich, Volksstaat Hessen,[Anm. 6] Provinz Starkenburg, Kreis Heppenheim
- ab 1938: Deutsches Reich, Volksstaat Hessen, Landkreis Bergstraße
- ab 1938: Deutsches Reich, Volksstaat Hessen, Landkreis Bergstraße[13][Anm. 7]
- ab 1945: Amerikanische Besatzungszone,[Anm. 8] Groß-Hessen, Regierungsbezirk Darmstadt, Landkreis Bergstraße
- ab 1946: Amerikanische Besatzungszone, Land Hessen, Regierungsbezirk Darmstadt, Landkreis Bergstraße
- ab 1949: Bundesrepublik Deutschland, Land Hessen, Regierungsbezirk Darmstadt, Landkreis Bergstraße
- ab 1978: Bundesrepublik Deutschland, Land Hessen, Regierungsbezirk Darmstadt, Landkreis Bergstraße, Stadt Hirschhorn[Anm. 9]

## Verkehr und Infrastruktur
An die durch das Neckartal führende Bundesstraße 37/Bundesstraße 45 ist Igelsbach über Eberbacher Gebiet mit der 2 Kilometer langen Kreisstraße K 4115 angeschlossen, die an der hessischen Grenze durch die K 204 verlängert wird und innerörtlich in einem Bogen wiederum an die badische Grenze führt, wo sie als Ortsstraße endet. Wanderwege führen in die Naturparke Bergstraße-Odenwald und Neckartal-Odenwald.
In den Röderwiesen an der Igelsbachquelle wurde auf hessischer Seite ein Schwimmbecken mit den Maßen 12,5 m × 20 m errichtet.

## Wissenswertes
Das Ortsschild steht gegenwärtig nicht exakt an der badisch-hessischen Grenze. Diese verläuft ca. 20 Meter östlich; das vermeintlich erste Haus auf der badischen Seite gehört noch zu Hessen. Auf der weiter oben gelegenen Ortsstraße gehören die letzten vier Häuser wieder zu Baden, ohne dass ein Ortsschild darauf hinwiese.